# Europejskie Biuro Edukacji Kosmicznej ESERO

Logo programu ESERO

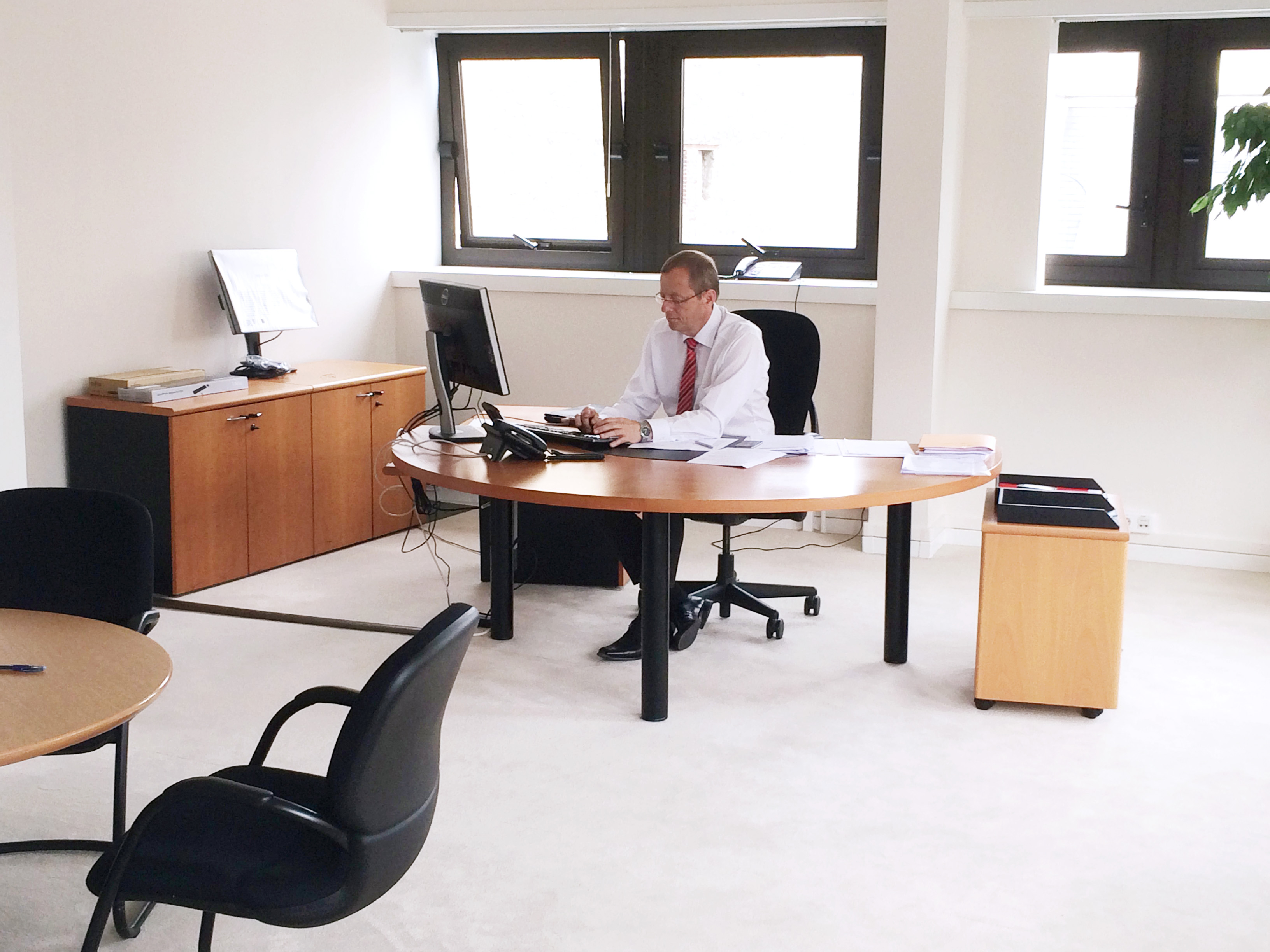
Johann-Dietrich „Jan” Woerner, dyrektor generalny European Space Agency (ESA) – na stanowisku od 1.07. 2015

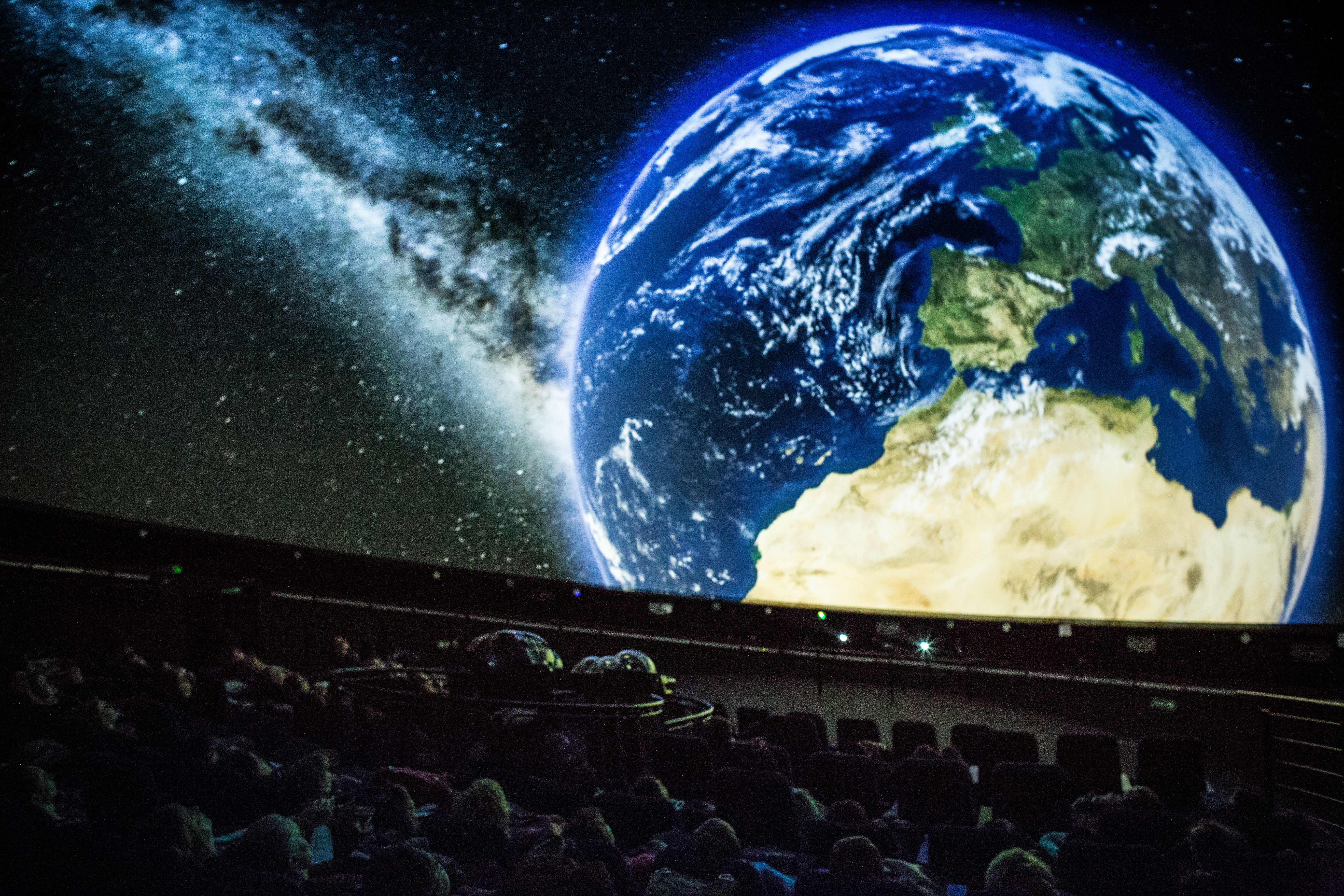
Pokaz w Planetarium Niebo Kopernika – warsztaty ESERO dla nauczycieli w Centrum Nauki Kopernik.

Europejskie Biuro Edukacji Kosmicznej ESERO (ang. European Space Education Resource Office) – program edukacyjny Europejskiej Agencji Kosmicznej (ESA) wspierający edukację podstawową i ponadpodstawową skierowany do środowiska nauczycieli i edukatorów.
Program rozpoczął się w 2006 roku, a jego głównym celem jest zwiększenie zainteresowania uczniów studiami i pracą w dziedzinach STEM (ang. Science, Technology, Engineering and Mathematics, pol. nauki ścisłe, technika, inżynieria i matematyka). Realizowany jest w 10 biurach skupiających łącznie 13 krajów członkowskich ESA. Ze względu na różnice w programach nauczania każde z biur ma zachowaną pewną autonomię, by jak najlepiej dostosować się do potrzeb panujących w danym państwie.

## Działalność
ESERO w swoich rozwiązaniach edukacyjnych wykorzystuje tematykę związaną z kosmosem i astronautyką, na przykład wskazując realne zastosowania treści zawartych w programie nauczania w przemyśle kosmicznym czy też badaniach Układu Słonecznego. Ponadto cyklicznie organizowane są warsztaty i konferencje dla nauczycieli, podczas których dowiadują się oni, jak wykorzystać tematykę kosmiczną w nauczaniu swoich przedmiotów. Do tego celu przygotowywane są różnego rodzaju materiały, takie jak scenariusze lekcji, zestawy do przeprowadzania eksperymentów lub filmy edukacyjne. Nauczyciele dowiadują się między innymi, jak wykorzystać prawdziwe dane zebrane przez misje naukowe Europejskiej Agencji Kosmicznej do przygotowania lekcji. Mają również okazję spotkać się z naukowcami, inżynierami i astronautami pracującymi dla ESA.

## Polskie biuro programu ESERO
W Polsce oficjalnym partnerem programu jest Centrum Nauki Kopernik i tam znajduje się jego siedziba. Swoją działalność biuro rozpoczęło w 2014 roku. Dwukrotnie odbyły się ogólnopolskie warsztaty dla nauczycieli Kosmos w szkole, powstały także scenariusze zajęć dostosowane do polskiego programu nauczania.
Od 2015 roku biuro ESERO-Polska jest oficjalnym organizatorem europejskiego konkursu CanSat w Polsce.

## Biura ESERO w Europie

Mapa Europy z zaznaczonymi państwami, w których działają biura programu ESERO

- ESERO Austria – powstałe w 2016 roku biuro mające siedzibę w centrum naukowym Ars Electronica Center w Linz
- ESERO Belgia – mające swoją siedzibę w Planetarium Królewskiego Obserwatorium w Brukseli. Współfinansowane jest ze środków ESA oraz Planetarium.
- ESERO Czechy – zlokalizowane w Pradze, finansowane ze środków publicznych oraz ESA.
- ESERO Wielka Brytania – usytuowane w Narodowym Centrum STEM w Yorku.
- ESERO Irlandia – znajdujące się w Dublinie i współfinansowane przez Science Foundation Ireland
- ESERO Holandia – ulokowane w Centrum Nauki Nemo w Amsterdamie.
- ESERO Nordic (Dania, Finlandia, Szwecja, Norwegia) – skupia cztery skandynawskie państwa, a jego główną siedzibą jest Andenes w Norwegii.
- ESERO Polska – mające swoje biuro w Centrum Nauki Kopernik w Warszawie.
- ESERO Portugalia – znajdujące się w Lizbonie w największym centrum nauki w kraju.
- ESERO Rumunia – mające swoją placówkę w siedzibie Rumuńskiej Agencji Kosmicznej w Bukareszcie.